# Pleuricospora fimbriolata
Pleuricospora fimbriolata A.Gray – gatunek z monotypowego rodzaju roślin Pleuricospora z rodziny wrzosowatych (Ericaceae). Występuje w zachodniej części Stanów Zjednoczonych od Kalifornii poprzez Oregon po Waszyngton, rósł też dalej na północy w Kolumbii Brytyjskiej, ale tam wymarł. 
Jest bezzieleniowym myko-heterotrofem występującym w wilgotnych miejscach w iglastych i mieszanych lasach na rzędnych do 1800 m n.p.m. Kwitnie późną wiosną i latem.

## Morfologia

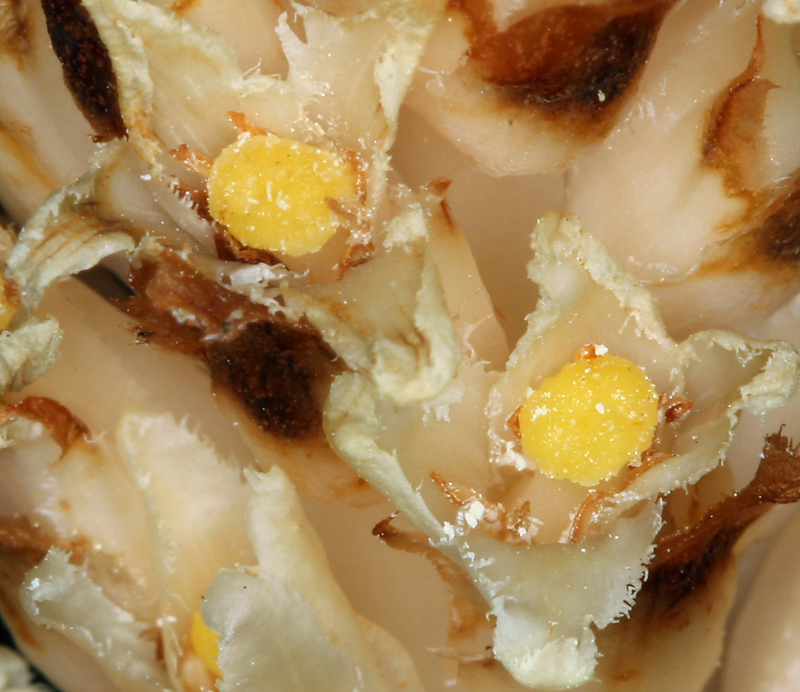
Kwiaty

PokrójRoślina bezzieleniowa, bez łodygi i liści – rozwijająca jedynie kwiatostan.
KwiatyZebrane we wzniesiony kwiatostan groniasty, osiągający wysokość do 10 cm i średnicę od 1,5 do 3 cm. Kwiatostan ma barwę kremową do żółtawej. Kwiaty rozwijają się na wzniesionych szypułkach, wydłużających się nieco w czasie owocowania. Wsparte są przysadkami o długości 8–15 mm. Kwiaty są promieniste. Działki kielicha w liczbie 4 są wolne, osiągają od 5 do 8 mm długości. Płatki walcowato-dzwonkowatej korony są 4, rzadko bywa ich 5, są kremowe i nagie. Osiągają 8–10 mm długości, u nasady są nieco rozdęte, na wierzchołku frędzlowate. Pręciki w liczbie 8 schowane są w rurce korony. Ich nitki są cienkie i nagie, pylniki bez pazurków, wydłużone, otwierają się dwoma pęknięciami. Zalążnia powstaje zwykle z 4, rzadziej 6 owocolistków, jest jednokomorowa, z prostą, cienką szyjką słupka na szczycie ze znamieniem w kształcie korony, bez pierścienia włosków na szyjce.
OwocProsto wzniesiona mięsista jagoda o średnicy 1 cm, zawierająca 25–100 jajowatych i nieoskrzydlonych nasion.

## Systematyka
Pozycja systematyczna
Gatunek z monotypowego rodzaju roślin Pleuricospora A.Gray, będącego jednym z kilku z plemienia Monotropeae z podrodziny Monotropoideae Arnott (syn. Hypopityaceae Link, Monotropaceae Nuttall, nom. cons., Pyrolaceae Lindley, nom. cons.) w obrębie rodziny wrzosowatych Ericaceae Jussieu z rzędu wrzosowców Ericales Dumortier.